# Raymond Devos
Raymond Devos (9 de novembro de 1922 em Mouscron, Bélgica - 15 de junho de 2006 (83 anos) em Saint-Rémy-lès-Chevreuse, França) é um Humorista e Actor, célebre pelo jogo de palavras, o paradoxo, o absurdo e a zombaria das suas actuações públicas.

## Biografia
Filho de Louis Devos, industrial têxtil, e Agnès, nasce e vive no Château des Tourelles com mais seis irmãos. Na escola descobre o dão para contar histórias e cativas o auditório, mas termina a sua educação aos 13 anos com os problemas financeiros da família. A família tinha deixado a Bélgica e o castelo em 1924 altura em que se instalam em  Tourcoing na França.
O resto da sua vida será um eterno estudante da língua francesa e da cultura. Em relação à música com um pai que toca piano, a mãe violino e o tio clarinete toca mais de sete instrumentos. Durante a Segunda Guerra Mundial é feito prisioneiro e com os seus rudimentos de alemão tenta, diz: (em francês:   à ses compagnons "d’infortune" grâce aux instruments "de fortune" ) - junto dos companheiros de infortúnio e graças os instrumentos de acaso (fortuna) - enriquece-se de uma nova experiência, a mímica, que aperfeiçoara na escola de Étienne Decroux, onde encontra Marcel Marceau.Segue cursos de teatro de Tania Balachova e d’Henri Rollan e em 1948 monta um número burlesco com André Gille e Georges Denis .
Diz-se que foi em Biarritz que lhe veio a ideia do absurdo das situações quando pergunta ao recepcionista do hotel que quer ver o mar ao que este lhe responde; 'nem pense nisso, está desmontado'. 'E quando remonta?' 'É uma questão de tempo' (em francês:  Je voudrais voir la mer, « Vous n’y pensez pas, elle est démontée ». « Quand la remontera-t-on ? » insiste-t-il. « C’est une question de temps ». O jogo de palavras é evidente, e ainda melhor em Fr, a vai dar origem ao célebre sketch .
A sua carreira é lançada verdadeiramente quando aparece na primeira parte de uma actuação de Maurice Chevalier que este dá no Alhambra, em Paris.

## Citações
- Je suis adroit de la main gauche et je suis gauche de la main droite.
- L'autre jour, au café, je commande un demi. J'en bois la moitié. Il ne m'en restait plus.
- Si Dieu n'est pas marié, pourquoi parle-t-on de sa grande Clémence ?
- Un jardinier qui sabote une pelouse est un assassin en herbe?
- On a toujours tort d'essayer d'avoir raison devant des gens qui ont toutes les bonnes raisons de croire qu'ils n'ont pas tort !

## Videos
- «RTS: Archives - Devos et l'absurde (19/11/74)» (em francês). Visitado: Março 2014
- «INA (com procura por: Raymond Devos)» (em francês). Visitado: Março 2014

## Sketchs
Conjunto de esquetes em «Sketchs de Raymond Devos» (em francês). Visitado: Março 2014. Para os francófonos, não perder : A tort ou à raison, Sens dessus dessous (accrochez-vous!), Un ange passe, etc.

## Reconhecimento
- 1986 : Grand Prix du Théâtre de l’Académie Française
- 1987 : Trophée de l’humour, au Québec 
  - Officier de la Légion d’honneur, depois commandeur
- 1989 : Molière du meilleur one-man-show
- 2000 : Chevalier de l’Ordre de Léopold II «FWB: Raymond Devos» (em francês). Visitado: Março 2014
  - Ordre national du Mérite
- Molière d'honneur

Em 2003 o ministério da Cultura e da Comunicação francesa cria o Prémio Raymond Devos destinado a recompensar os grandes trabalhos na língua francesa .